# Ulriksdals kapplöpningsbana
Die Rennbahn Ulriksdal (schwedisch Ulriksdals kapplöpningsbana) war eine Pferderennbahn im Ortsteil Ulriksdal der schwedisch Stadt Solna. Der Haupteingang war beim Bahnhof Ulriksdal. Hier befanden sich die Ziellinie, ein Restaurant, der Totalisator und drei überdachte Tribünen. Die Bahn war etwa 2.000 Meter lang, mit einer breiten Kurve im Norden und einer etwas schmaleren Kurve im Süden. Es gab eine äußere Bahn für Rennen und eine innere Trainingsbahn.
Der Rennplatz wurde 1919 unter dem Namen Stockholm Jerfva eröffnet. Das erste Rennen gewann Graf Clarence von Rosen auf Piccadilly. 1922 wurde die Rennbahn in Ulriksdals kapplöpningsbana umbenannt. Sie entwickelte sich zu einer der wichtigsten Rennbahnen Skandinaviens. Zwischen 1919 und 1959 wurde in Ulriksdal das klassische Galopprennen Gyllene Hästen ausgetragen. Zu den Teilnehmern in Ulriksdal gehörten Paul Saager, David Connor und Albert Klimscha. Berühmte Rennpferde waren Bataclan und Ferox, sie wurden auf der Rennbahn begraben. In den 1950er Jahren waren Margareta Cronhielm und Britta Strokirk die zwei wichtigsten Trainer.
Im Rahmen der Olympischen Reiterspiele 1956 von Stockholm wurden auf der Pferdesportanlage Teile des Geländeritts im Vielseitigkeitsreiten ausgetragen.
1960 fand der letzte Wettbewerb auf der Rennbahn Ulriksdal statt. Auf dem Gelände befindet sich heute ein neues Wohngebiet namens Nya Ulriksdal.